# マラ・トクマチカの戦い
マラ・トクマチカの戦い（マラ・トクマチカのたたかい、英語: Battle of Mala Tokmachka）とは、ロシアによるウクライナ侵攻中の2023年6月にウクライナ南東部のザポリージャ州で起こった軍事衝突である。

## 戦闘の経過
ウクライナ軍部隊がロシア軍に占領された高地を狙い攻撃した。攻撃は2度にわたって行われ、2023年6月7日に行われた1度目の攻撃ではロシア軍の地雷原によって足止めされた。2日後に行われた2度目の攻撃は偵察ドローンによって発見され激しい攻撃を受けた。